# Рильські
Рильські, Сцібор-Рильські (пол. Rylscy; Ścibor-Rylscy) — шляхетський рід польського походження.

## Походження
Рід Рильських гербу Остоя походить від лицарів, які в XV ст. володіли селом Великий Рильськ поблизу міста Рава-Мазовецька в Мазовецькому князівстві. Уже в XVI ст. маєток був поділений на частини, а їхні численні власники перетворювалися на дрібну шляхту. Через що представники роду для змушені були шукати себе на цивільній та військовій службі. Серед родини Рильських що досягли значного становища в урядах Речі Посполитої — Самуель, який в 1654—1659 рр. був надвірним коронним підскарбієм, а також Міхал який в 1684 р. став гостинським каштеляном і сенатором.
На Русі Рильські з'явились ще в кінці XVI ст., серед яких першим відомим представником був Войцех Рильський. Він був київським гродським писарем та отримав 1639 р. від короля Владислава IV уряд житомирського войського. Спадок по Войцеху був відписаний вінницьким єзуїтам, які утримували колегіум.
В XVIII ст. роду Рильських був наданий придомок Сцібор (пол. Ścibor).
В родині зберігали спогад про дивовижний порятунок прадіда Тадея Рильського — Ромуальда, який за часів Коліївщини навчався в Умані і потрапив до рук гайдамаків. За мить до страти 14-літній підліток заспівав український псалом «Пречистая Діво, Мати Руського краю», чим зворушив коліїв. Їхній отаман відпустив не лише юного спудея, а й усіх бранців, що мали загинути разом із ним. Згодом Тадей Рильський записав цю сімейну історію і надрукував її в журналі «Киевская Старина».

## Родова схема

Тадей Рильський, його син Максим та Володимир Антонович

- Войцех Рильський (*? — †після 1655) — войський житомирський в 1639—1655 рр.; київський, а також житомирський гродський писар в 1640 р.
  - Ян (*? — †?)
    - Юзеф (*? — †?)
      - Шимон (*? — †?) — головний управитель білоцерківського староства ∞ Антоніна Арциховська (*? — †?)
        - Ромуальд (*1754 — †1813)[7] ∞ Магдалина Пашковська (*? — †?)
          - Теодор (*? — †?) — сквирський повітовий маршалок ∞ Текля Борковська (*? — †?)
            - Розеслав Кароль Теодор Ян (*? — †?) ∞ княгиня Дарія Олександрівна Трубецька (*? — †?)
              - Тадей Розеславович (*1841 — †1902) ∞ NN Рильська (*? — †?) ∞ Меланія Федорівна Чуприна (*1861 — †1936)
                - Іван Тадейович (*1880 — †1933)
                  - Марія Іванівна (*1910 — †?) ∞ Григорій Федорович Мартинюк (*? — †?)
                  - Петро Іванович (*1911 — †?) — головний інженер Жашківського молокозаводу ∞ Марія Варфоломіївна Яремова (*? — †?) — шкільний робітник
                    - Анатолій Петрович (*1941) — співробітник заводу Арсенал
                      - NN Анатоліївна (*?)
                      - NN Анатоліївна (*?)

                    - Галина Петрівна (*1939)
                    - Валентина Іванівна (*1941)

                  - Любов Іванівна (*1921 — †?) ∞ Петро Пилипович Остапенко (*1922 — †2010)
                  - Павло Іванович (*1919 — †1941) — учасник Другої Світової війни
                  - Максим Іванович (*1924 — †1943) — учасник Другої Світової війни; лейтенант

                - Богдан Тадейович (*1882 — †1939)
                - Максим Тадейович (*1895 — †1964) ∞ Катерина Миколаївна Паткевич (*1886 — †1958)[8] — випускниця Фундуклеївської гімназії; донька київського коменданта
                  - Жорж Іванович Очкуренко (*? — †?)[9]
                  - Богдан Максимович (*? — †?)
                  - Георгій Максимович (*? — †?) ∞ Олена Максимівна NN (*? — †?)
                    - Максим Георгійович (*1947) — журналіст ∞ NN (*? — †?)
                      - NN Максимович (*? — †?)
                      - NN Максимівна (*? — †?)

        - Юзеф (*? — †?)
          - Фелікс (*? — †?)
          - Міхал (*? — †?)
            - Аполінарій Домінік (*? — †?)
            - Валеріан Фаустин (*? — †?)
            - Ромуальд Гіполит (*? — †?)

        - Антоній (*? — †?)
          - Діонизій Каєтан Сцібор-Рильський (*? — †?) — сквирський повітовий суддя
            - Ярослав Авреман (*? — †?)
            - Готфрід Антоній (*до 1838 — †?)
            - Владислав Северин (*до 1838 — †?)

          - Теофіл (*? — †?)

        - Анна (*? — †?)
        - Гелена (*? — †?) ∞ NN Скальміровський (*? — †?)
        - Софія (*? — †?) ∞ NN Олендзький (*? — †?)

    - Олександр (*? — †?)